# NGC 6904
NGC 6904 — группа звёзд в созвездии Лисичка.
Этот объект входит в число перечисленных в оригинальной редакции «Нового общего каталога».